# Nicolas Maximilianovitch de Leuchtenberg
Pour les articles homonymes, voir Nicolas de Leuchtenberg (homonymie).
Nicolas Maximilianovitch de Leuchtenberg (en russe : Николай Лейхтенбергский), duc de Leuchtenberg et prince Romanovsky, est né le 4 août 1843 dans une datcha du domaine de Serguievka (près de Peterhof, en Russie) et mort le 6 janvier 1891 à Paris. Chef de la maison de Beauharnais et petit-fils du tsar Nicolas Ier de Russie, il est un candidat malheureux aux trône de Grèce et de Roumanie. Comme son père, Nicolas de Leuchtenberg est par ailleurs un minéralogiste renommé.
Fils du duc Maximilien de Leuchtenberg et de la grande-duchesse Marie Nikolaïevna de Russie, Nicolas grandit dans le pays de sa mère. Jeune homme cultivé, il suit une carrière militaire mais étudie, en parallèle, la minéralogie, la géologie et la paléontologie. Promis à un avenir brillant, sa candidature est envisagée lors des élections aux trônes de Grèce (1862) et de Roumanie (1866) mais ses liens avec la Russie le desservent finalement. Nommé par le tsar Alexandre II président de la Société impériale de minéralogie et président honoraire de la Société russe de technique (ru) en 1865, le jeune homme effectue plusieurs missions scientifiques dans l'Empire russe. Cependant, la liaison qu'il noue, à partir de 1863, avec la courtisane Nadège Annenkova (ru) conduit le prince à fuir son pays en 1868. Privé de sa fortune et abandonné par sa famille, Nicolas est en partie pardonné par le tsar à partir de 1878. Il passe toutefois le reste de sa vie en exil et meurt d'un cancer de la gorge à l'âge de 47 ans.

## Famille
Nicolas est le fils aîné du duc Maximilien de Leuchtenberg (1817-1852) et de son épouse la grande-duchesse Marie Nikolaïevna de Russie (1819-1876).
Par son père, il est donc le petit-fils du prince Eugène de Beauharnais (1781-1824) et de la princesse Augusta-Amélie de Bavière (1788-1851) tandis que, par sa mère, il descend du tsar Nicolas Ier de Russie (1796-1855) et de la princesse Charlotte de Prusse (1798-1860).
En 1868, Nicolas de Leuchtenberg épouse secrètement et morganatiquement, au château de Stein (de), en Bavière, Nadège Annenkova (ru) (1840-1891), fille des aristocrates Sergueï Petrovitch Annenkov (1815-????) et son épouse Catherine Dmitrievna Shidlovskaya (1818-????). Dix ans plus tard, le mariage est confirmé par une seconde cérémonie célébrée publiquement à Genève, en Suisse, le 9 janvier 1878.
De l'union de Nicolas et de Nadège naissent deux enfants :
- Nicolas de Leuchtenberg (1868-1928), duc de Leuchtenberg, qui épouse la comtesse Maria Nikolaïevna Grabbe (1869-1948). D'où sept enfants ;
- Georges de Leuchtenberg (1872-1929), duc de Leuchtenberg, qui épouse la princesse Olga Nikolaïevna Repnina-Volkonskaïa (1872-1953). D'où six enfants.

## Biographie

### Enfance et éducation

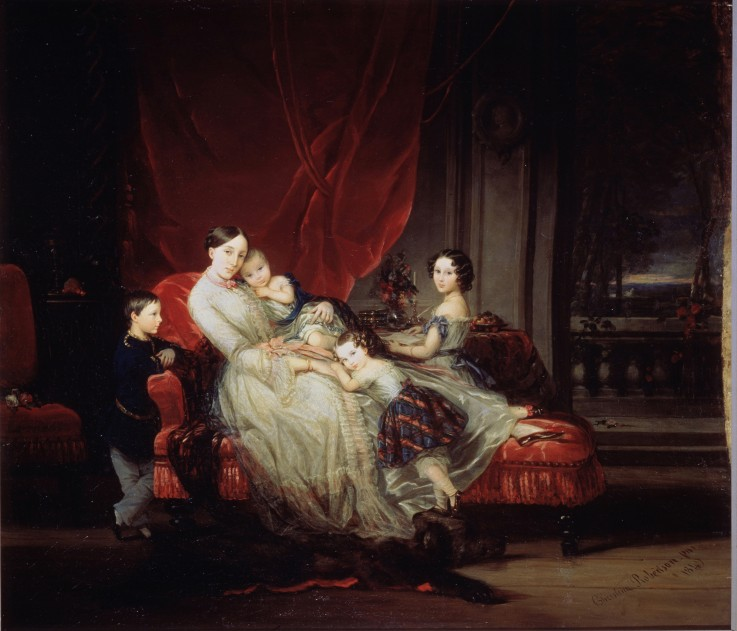
La grande-duchesse Marie Nikolaïevna de Russie, avec ses quatre aînés par Christina Robertson (1849). De gauche à droite, on peut voir les princes Nicolas, Eugène, Eugénie et Marie.

Premier petit-fils du tsar Nicolas Ier de Russie, le prince Nicolas (dit « Kolya ») voit le jour dans une datcha du domaine de Serguievka, près de Peterhof, le 4 août 1843. Sa naissance se déroule difficilement et le prince vient au monde avec une jambe plus courte que l'autre. Ce grave handicap conduit plus tard ses parents à lui faire suivre différents traitement orthopédiques à l'étranger. Enfant, il subit ainsi pas moins de quatre opérations de la jambe en Allemagne et au Royaume-Uni, avant d'être confié aux soins du docteur Nikolaï Pirogov, qui lui prescrit des exercices de gymnastique afin de renforcer sa musculature. Grâce à ce programme, Nicolas grandit ensuite presque normalement et parvient à effacer son problème physique.
Conformément à la promesse faite par son grand-père au moment du mariage de ses parents, Nicolas reçoit le traitement d'altesse impériale et le titre de prince Romanovsky. Intégré à la famille impériale, il n'a cependant droit à aucun apanage. Cela n'empêche pas Nicolas de grandir dans l'aisance matérielle. Ses parents disposent d'une fortune importante et reçoivent, par ailleurs, du tsar une rente confortable. Après la mort de Maximilien de Leuchtenberg en 1852, les biens des Beauharnais situés à l'étranger sont vendus pour offrir à Nicolas et à ses frères et sœurs un revenu une fois devenus adultes.
Orphelin de père à l'âge de 9 ans, Nicolas se montre très attaché à sa mère, avec laquelle il s'exprime en russe quand la plupart des membres de sa classe sociale préfèrent le français. Devenue veuve, la grande-duchesse se remarie secrètement avec le comte Grigori Stroganov et Nicolas entretient des relations cordiales avec son nouveau beau-père. Le prince est également proche de son oncle, le tsar Alexandre II, qui se montre très affectueux avec lui et l'emmène souvent en voyage avec la famille impériale, en Russie ou à l'étranger. Enfin, Nicolas entretient d'excellentes relations avec ses cousins, et surtout avec le tsarévitch, qui a sensiblement le même âge que lui et avec qui il passe beaucoup de temps.
Le prince Nicolas reçoit une éducation de qualité, encadrée par un militaire, le colonel Rebinder. Parmi ses précepteurs, on compte plusieurs artistes, dont Nikolaï Tikhobrazov, qui le forme à la peinture et au dessin. Esprit curieux et doué pour les sciences, le prince suit des cours à l'université de Saint-Pétersbourg à partir de 1860. En parallèle, il se lance dans une carrière militaire qui le mène aux grades d'adjudant (1863), de major général (1865) et enfin de lieutenant général (1878).

### Roi de Grèce?

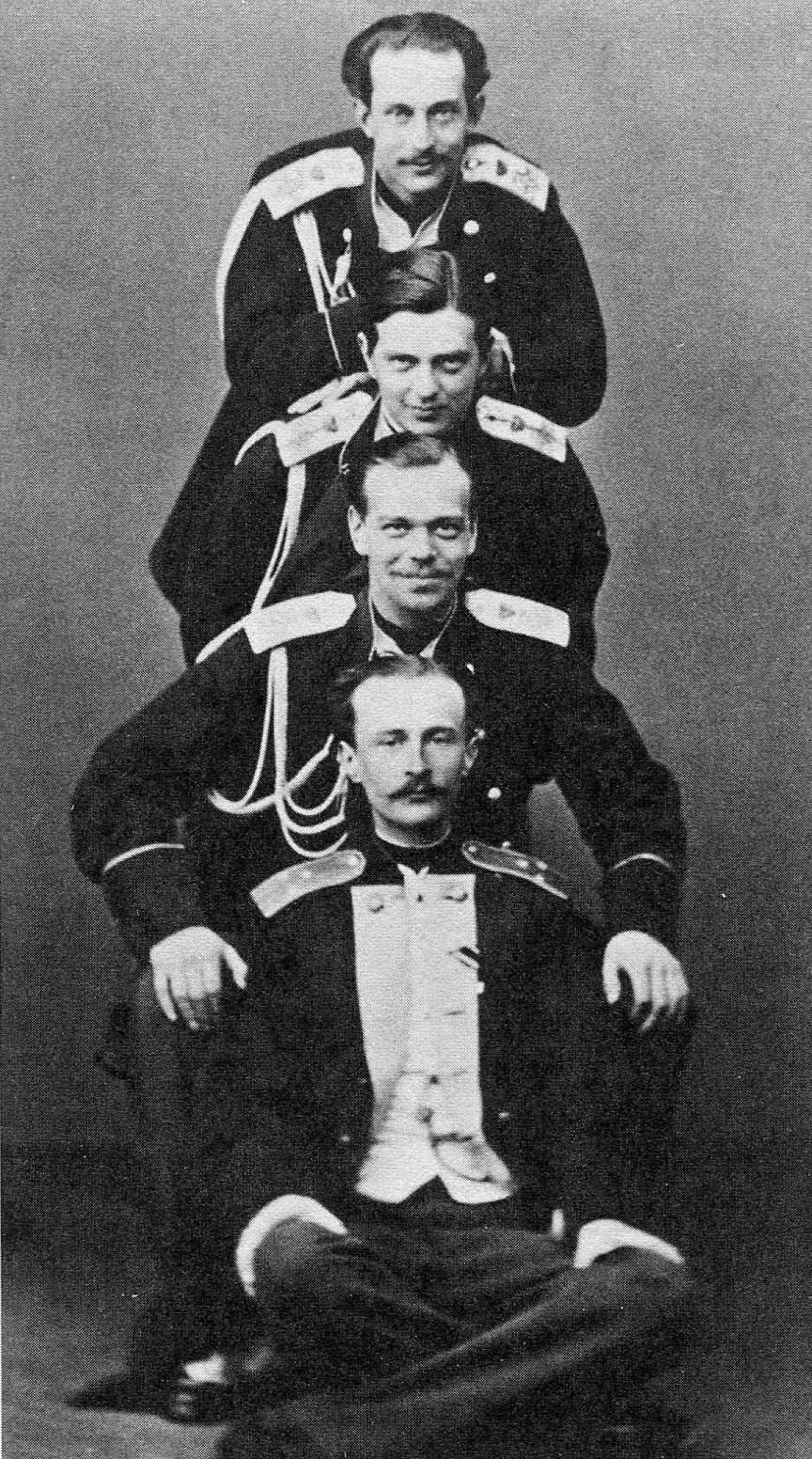
Le prince Nicolas (en haut) avec ses cousins Vladimir et Alexandre de Russie (au milieu) et Albert de Saxe-Altenbourg (en bas) au début des années 1860.

Au tournant des années 1850-1860, le royaume de Grèce est confronté à une grave crise de succession. Le roi Othon Ier et la reine Amélie n'ayant pas d'enfant, la constitution prévoit que c'est à l'un des frères du monarque (Luitpold ou Adalbert de Bavière) d'être proclamé héritier du trône. Cependant, ceux-ci sont de confession catholique et ils refusent catégoriquement de se convertir à la religion des Grecs. Othon Ier se rend donc à plusieurs reprises à Munich pour tenter de les persuader d'élever au moins l'un de leurs enfants dans l'orthodoxie, sans succès. Face à ces tergiversations, l’opinion publique hellène s’impatiente et parle de plus en plus ouvertement de changer de dynastie. Ainsi, dès 1858, des placards sont affichés dans la capitale grecque pour exiger la nomination de Nicolas de Leuchtenberg comme héritier d'Othon. Petit-cousin du roi et de confession orthodoxe, le prince est en effet considéré par les partisans de la Russie comme le candidat idéal pour succéder à Othon.
Finalement, une révolution éclate en Grèce le 18 octobre 1862 et Othon Ier est renversé. La population n'ayant plus confiance dans sa dynastie, les insurgés convoquent une assemblée destinée à élire un nouveau monarque. Or, en Grèce, deux noms circulent désormais pour succéder à Othon sur le trône. Le parti anglais soutient activement la candidature du prince Alfred du Royaume-Uni, second fils de la reine Victoria, tandis que le parti russe soutient toujours Nicolas. Le premier candidat offre, avant tout, l'espoir d'un rattachement des îles Ioniennes (placées sous protectorat anglais) à la Grèce et la possibilité d'un rapprochement avec le Royaume-Uni, protecteur traditionnel de l'Empire ottoman. Face à lui, le duc de Leuchtenberg n'a que l'avantage de sa religion et de ses liens avec Saint-Pétersbourg.
Cependant, le traité signé par les grandes puissances lors de la Conférence de Londres de 1832 interdit aux princes issus des maisons régnantes d'Angleterre, de Russie et de France de monter un jour sur le trône grec. Le prince Alfred est donc clairement exclu de la succession. Il n'en va pas de même de Nicolas que Saint-Pétersbourg considère comme dynaste parce qu'il n'est pas un Romanov alors que le Royaume-Uni désire fermement l'exclure à cause de ses liens avec le tsar. Pendant plusieurs semaines, les tensions sont donc fortes entre les deux puissances et, tandis que Saint-Pétersbourg refuse d'exclure le duc de Leuchtenberg, Londres menace d'accepter la candidature du prince Alfred. De leur côté, les Grecs se prononcent peu à peu, dans leur majorité, en faveur de la candidature du prince Alfred. Face au risque d'une élection britannique, le gouvernement russe abandonne donc officiellement la candidature de Nicolas le 2 décembre. En contrepartie, la reine Victoria renonce définitivement, le lendemain, à la candidature de son fils et un accord est signé à ce sujet entre les deux pays le 4 décembre. Après plusieurs mois d'incertitude concernant la succession, c'est finalement le prince Guillaume de Danemark, beau-frère du prince de Galles et du tsarévitch de Russie, qui est appelé sur le trône hellène le 6 juin 1863.

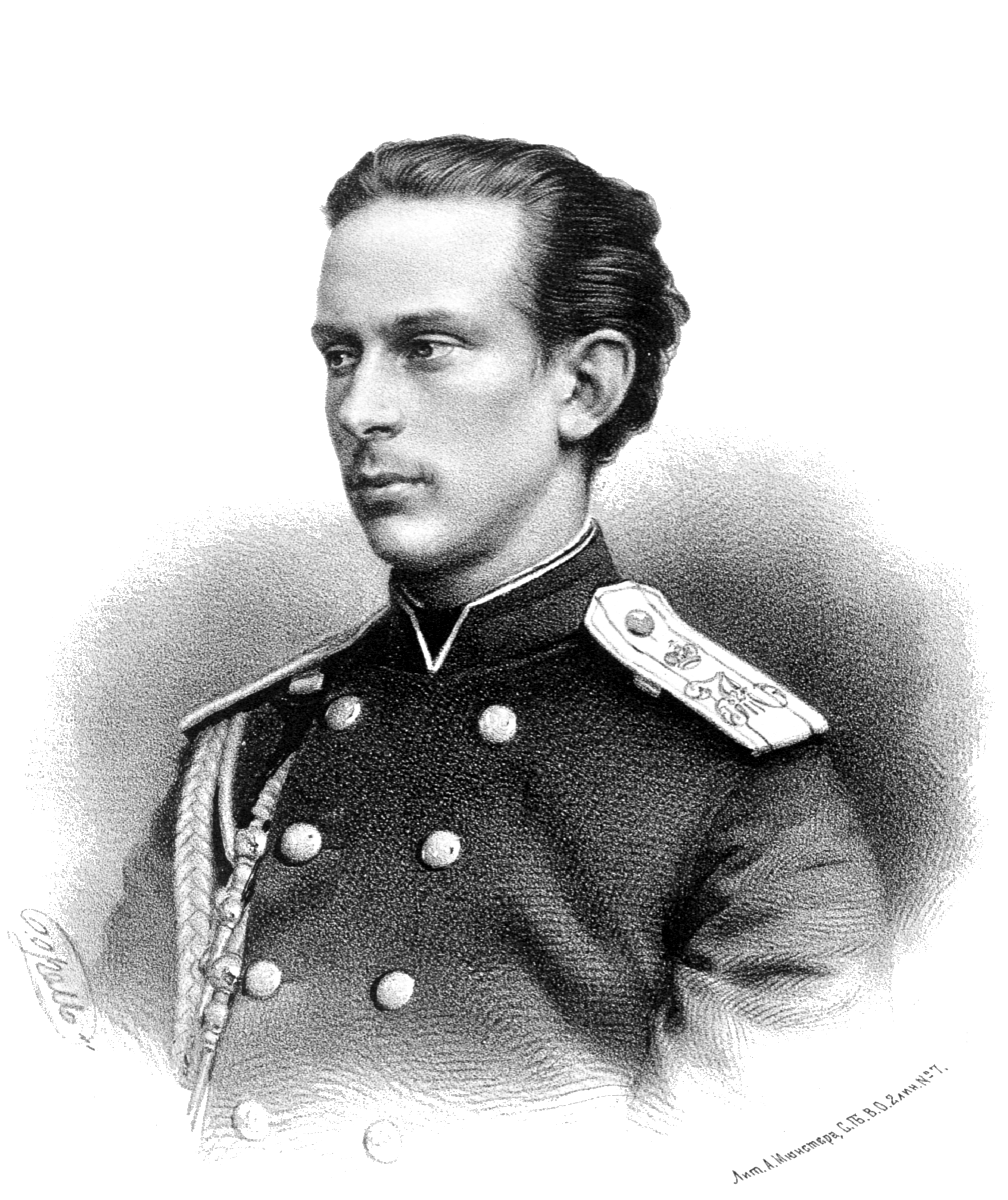
Le prince Nicolas en 1867.

### Prince de Roumanie?
Début mars 1866, le nom de Nicolas de Leuchtenberg est évoqué à l'occasion de l'élection au trône de Roumanie, afin de résoudre la « Question d'Orient » en faveur de la Russie. Cependant, ce choix d'un prince étranger, de surcroît intimement lié aux Romanov, s'inscrit en désaccord avec les conférences de Paris de 1858-1859. Trop proche parent du tsar Alexandre II, le duc de Leuchtenberg apparaîtrait inévitablement comme un « gouverneur russe » aux yeux des hommes politiques roumains et des puissances garantes. De plus, le tsar affirme qu'il n'accepterait pas qu'un membre de sa famille devînt vassal du sultan. Dans ces conditions, c'est finalement le prince Charles de Hohenzollern-Sigmaringen qui est élu à la tête de la Roumanie le 20 avril 1866.

### Fonctions officielles en Russie

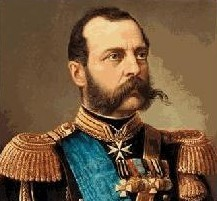
Alexandre II vers 1880.

Comme la plupart des hommes russes de son rang, Nicolas est officiellement attaché à l'armée impériale. Il n'y joue cependant qu'un rôle protocolaire, même s'il participe aux combats de la Guerre russo-turque de 1877-1878 en tant que général de cavalerie. Placé sous le commandement du maréchal Iossif Gourko, ses actions lui valent alors d'être décoré de l'ordre de Saint-Georges.
Comme son père, le duc de Leuchtenberg est avant tout un homme de sciences, passionné de géologie, de paléontologie et de minéralogie. Il publie ainsi différents articles sur des minéraux comme la leuchtenbergite, le kotschubeite, la kämmerérite, la pennine, le béryl ou les pyrites magnétiques. En 1865, il est nommé par le tsar président de la Société impériale de minéralogie et c'est sous sa direction qu'est dressée la carte géologique de l'Empire russe. Dans le cadre de ces fonctions, Nicolas effectue, en 1866-1867, une tournée d'inspection des mines de l'Oural et de Russie centrale.
Au fil des années, Nicolas occupe également d'autres fonctions officielles. Le tsar Alexandre II le nomme ainsi membre du directoire de l'Institut du Corps des Ingénieurs miniers (dont son père était le président), membre du conseil académique du ministère de la propriété d’État et président honoraire de la Société russe de technique (ru). Mais, en dépit de ces débuts prometteurs, le prince voit sa carrière brisée par ses inclinations sentimentales.

### Un mariage morganatique

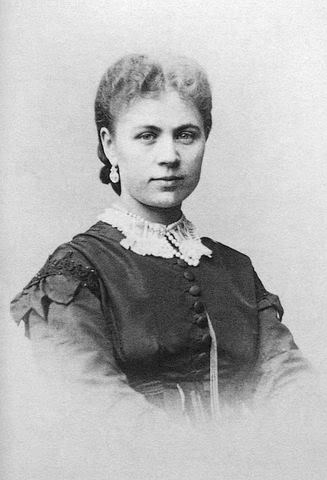
Nadège Annenkova, vers 1870.

En 1863, le prince Nicolas a tout juste 20 ans lorsqu'il fait, par hasard, la connaissance de Nadège Sergueïevna Akinfova (née Nadège Annenkova (ru)) en l’église de la Nativité de la Vierge, dans le district de Putiki, à Moscou. Séparée de Vladimir Nikolaïevitch Akinfiev (ru) et mère de deux petites filles, la jeune femme possède une réputation sulfureuse. Connue pour sa beauté, elle passe pour avoir fait chavirer les cœurs de nombreux hommes, parmi lesquels le chancelier Alexandre Mikhaïlovitch Gortchakov (son grand-oncle par alliance, chez lequel elle réside), l'un des fils de celui-ci (Constantin Alexandrovitch Gortchakov) et deux grands-ducs. Pourtant, Nicolas ne tarde pas à nouer, lui aussi, une relation avec la courtisane.
Après quelque temps, leur liaison devient plus étroite et le couple cherche à officialiser sa relation. La jeune femme essaie donc d'obtenir le divorce et quitte à plusieurs reprises Saint-Pétersbourg pour convaincre son mari d'accepter officiellement la responsabilité de leur séparation, en échange d'argent. De fait, la loi russe reconnaît le divorce mais interdit aux anciens époux de se remarier ou d'être reçus à la Cour, sauf dans des conditions très précises, comme pour les personnes victimes d'adultère, d'abandon ou de mauvais traitements. Cependant, le tsar Alexandre II s'oppose avec détermination au divorce de Nadège, car il refuse de voir son neveu s'unir avec elle.
La situation du couple évolue finalement en 1868. Nadège tombe alors enceinte et Nicolas parvient à persuader son oncle de la laisser quitter la Russie pour que son fils à naître ne porte pas le nom de l'époux de sa compagne. La jeune femme part donc pour l'étranger en passant par la Finlande. De son côté, le duc de Leuchtenberg est puni par l'empereur, qui lui fait savoir que s'il trouve refuge en Europe, il perdra sa nationalité russe, sa fortune et son rang. Malgré cela, Nicolas décide de partir et gagne l'Allemagne à travers la Lituanie. Les deux amants se retrouvent ensuite à Paris, avant de se marier, quelque temps après, dans la chapelle orthodoxe du château de Stein (de), en Bavière,.
En Russie, l'attitude du duc de Leuchtenberg cause un énorme scandale et le tsar, déjà furieux, est obligé d'accorder à Nicolas une permission rétroactive pour couvrir le déshonneur causé par sa désertion de l'armée. Oubliant qu'elle a elle-même conclu une union morganatique avec le comte Stroganov, la grande-duchesse Marie se montre particulièrement choquée par l'attitude de son fils et refuse d'intervenir en sa faveur auprès du tsar. De leur côté, les frères et sœurs de Nicolas jugent son attitude déplorable et rompent leurs relations avec lui.

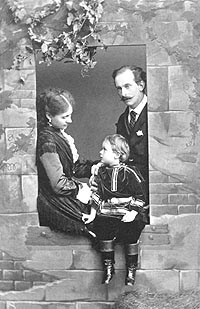
Nicolas avec son épouse et leur fils aîné (v. 1872).

### Une vie en exil
Le fils aîné de Nicolas et de Nadège voit le jour à Genève, en Suisse, le 17 octobre 1868. Le mariage de ses parents étant encore secret, l'enfant n'est pas reconnu par son père, qui le présente longtemps comme son pupille. Un second fils, également présenté comme un pupille du duc, naît ensuite à Rome, en Italie, le 10 décembre 1872. Les deux enfants ne sont légitimés qu'en 1878, après un second mariage (officiel, celui-là) de leurs parents.
Pendant plusieurs années, la famille mène une existence itinérante entre Paris et Rome. Le tsar ayant privé Nicolas de sa fortune et sa mère refusant de l'aider, ce dernier est d'abord contraint d'accepter le soutien financier de la sœur aînée de Nadège, la marquise Maria De Ferrari (ru),. La situation du ménage Leuchtenberg s'améliore cependant à partir de 1873. Cette année-là, Nicolas hérite de sa tante, l'impératrice douairière Amélie du Brésil, le petit château de Stein (de) et la famille ne tarde pas à s'y installer. En 1876, le prince parvient à agrandir son domaine bavarois en rachetant aux héritiers d'une autre de ses tantes, la reine Joséphine de Suède, de petites propriétés situées à Neureuth et Seeon-Seebruck.
Malgré l'ostracisme que continue à leur faire subir la bonne société européenne, Nicolas et Nadège se constituent, à Stein, une petite cour brillante. Passionnés par les arts et les sciences, ils reçoivent ainsi de nombreux intellectuels, parmi lesquels le minéralogiste Nikolaï Kokcharov (en) (qui dédie au duc ses Petits Vers en 1878) et plusieurs membres de la Société impériale de minéralogie. Il n'en reste pas moins que leur situation économique reste précaire et que Nicolas éprouve de la nostalgie pour sa vie en Russie.

### Une réhabilitation incomplète

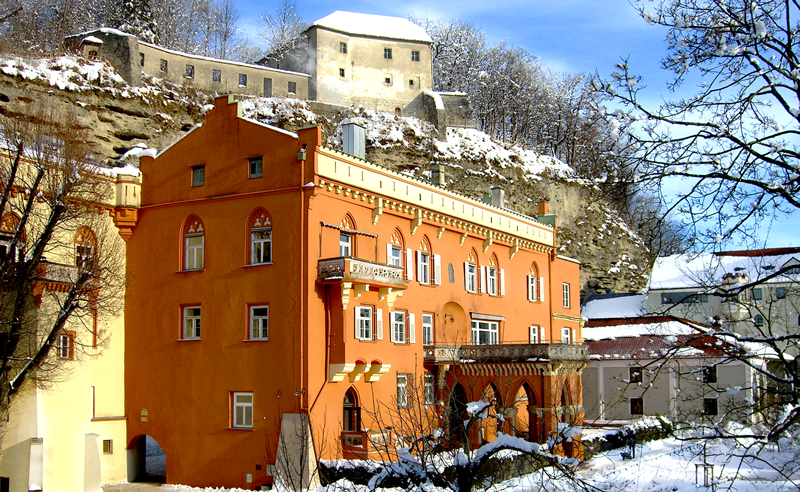
Le château de Stein en 2011.

En 1876, Nicolas de Leuchtenberg est autorisé, pour la première fois, à rentrer en Russie afin d'assister aux funérailles de sa mère, la grande-duchesse Marie Nikolaïevna. Cependant, le duc doit se rendre à Saint-Pétersbourg seul car ni son épouse ni ses fils n'ont reçu le droit de pénétrer en territoire russe. Un an plus tard, le prince est à nouveau autorisé à rentrer, cette fois pour servir l'armée impériale à l'occasion de la Guerre russo-turque de 1877-1878.
La loyauté du prince lui vaut d'être finalement pardonné par son oncle en 1879. Le tsar Alexandre II reconnaît alors le mariage du duc de Leuchtenberg avec Nadège Annenkova. Il octroie en outre à sa nièce le titre de « comtesse de Beauharnais », ce qui soulève les protestations du gouvernement français. Pour autant, le couple n'est pas autorisé à s'installer en Russie et la situation de ses enfants reste peu claire.
C'est seulement au moment de l'agonie de Nicolas que le nouveau tsar Alexandre III émet, le 23 novembre 1890, un oukase octroyant aux deux fils du prince le titre (russe) de « duc de Leuchtenberg » avec le prédicat d'altesse. Les deux adolescents sont toutefois exclus de la famille impériale, contrairement aux autres membres de la maison de Leuchtenberg qui conservent les titres de « princes Romanovsky », de « ducs (bavarois) de Leuchtenberg » et d'altesses impériales.

### Maladie et décès

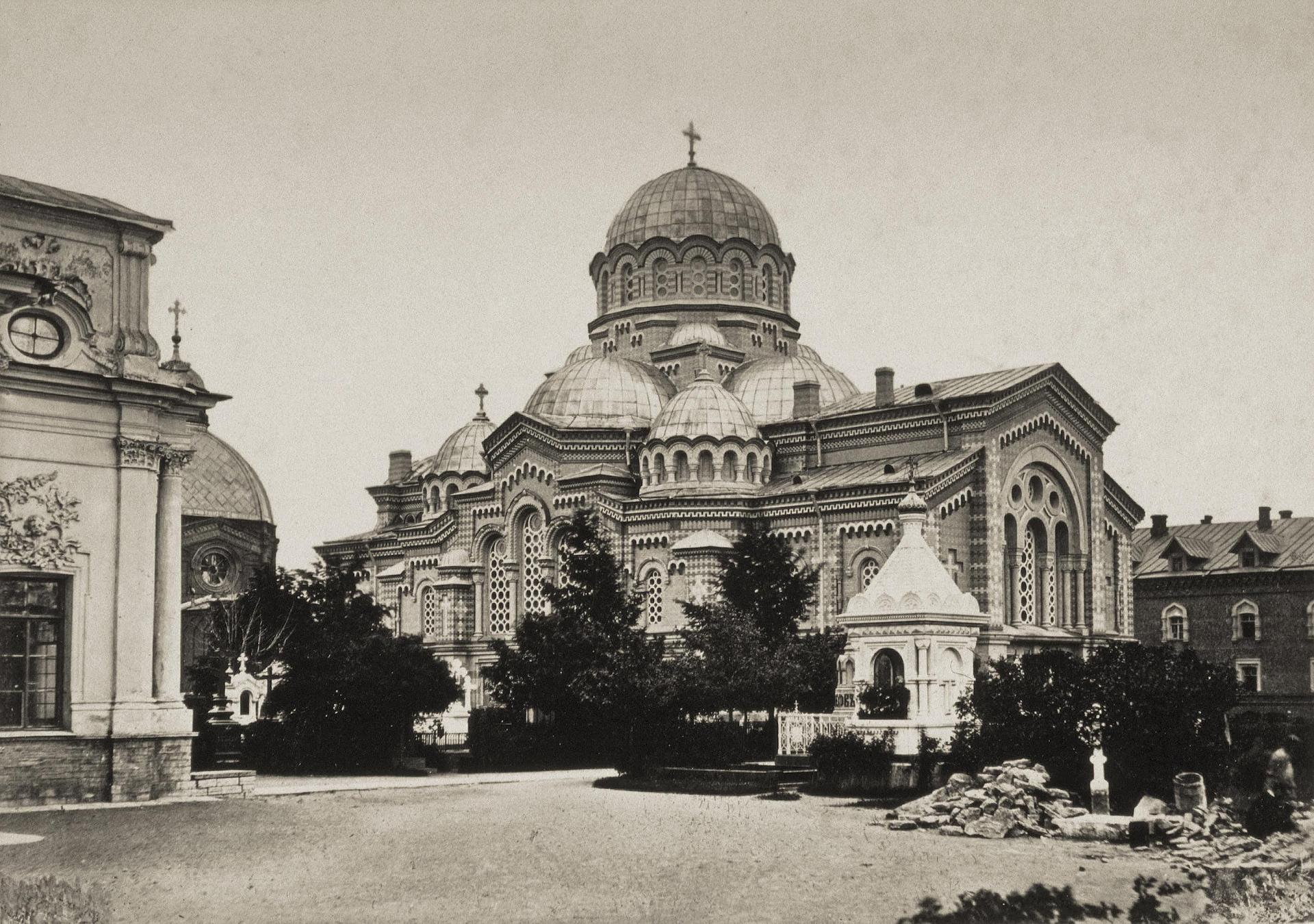
La chapelle de la Résurrection, lieu de sépulture du duc de Leuchtenberg et de son épouse.

Au fil des années, la santé de Nicolas se détériore. Grand fumeur, il développe un cancer de la gorge, qui le fait énormément souffrir. Selon certaines rumeurs, il devient alors dépendant à la morphine, que Nadège lui procure sans ménagement. Le duc meurt finalement à Paris le 6 janvier 1891. Il reçoit alors les honneurs militaires de la part du gouvernement français avant d'être rapatrié en Russie par son frère, le prince Eugène de Leuchtenberg.
Nicolas reçoit finalement des funérailles officielles en présence du tsar Alexandre III, de la cour et de nombreux scientifiques, le 24 janvier 1891. Sa dépouille mortelle est ensuite inhumée dans la crypte de la chapelle de la Résurrection du monastère côtier de Saint-Serge, situé dans les environs de Saint-Pétersbourg. Victime d'un œdème cérébral, sa femme l'y rejoint six mois plus tard, conformément à ses dernières volontés.
En 1962, les autorités soviétiques font raser l'église où sont enterrés Nicolas et Nadège et leurs tombes sont perdues. En 1995, cependant, des fouilles sont organisées par les autorités russes et la crypte princière est finalement mise à jour.

## Dans la culture

### Littérature
- La relation du duc Nicolas et de Nadège Annenkova (ru) aurait été l'une des sources d'inspiration de Léon Tolstoï lors de l'écriture de son roman Anna Karénine (1877)[43] ;
- L'écrivain Fiodor Tiouttchev a publié plusieurs poèmes inspirés de Nadège Annenkova[43] ;

### Minéralogie
Identifiée par Nicolas, la leuchtenbergite est une variété de clinochlore qui se caractérise par sa faible teneur en fer.

### Sur les Leuchtenberg
- (de) Prinz Adalbert von Bayern, Die Herzen der Leuchtenberg : Chronik einer napoleonisch-bayerisch-europäischen Familie, Munich, Neuausg, 1992, 384 p. (ISBN 3-485-00665-3).
- (en) Zoia Belyakova, Honour and fidelity : The Russian Dukes of Leuchtenberg, Logos Publisher, 2010 (ASIN B00C40ONY8).
- (ru) Zoia Belyakova, Вернувшиеся из забвения, Genio Loci,‎ 2012, 125 p. (ISBN 978-5-903903-10-8).
- (en) Charles W. Fanning, Dukes of Leuchtenberg : A Genealogy of the Descendants of Eugene de Beauharnais, J.V. Poate, 1983, 106 p. (ISBN 0-9500183-4-1), p. 74.
- (de) Cornelia Jahn et alii, Leuchtenberg : Zeit des Adels in Seeon und Stein, Kultur- und Bildungszentrum Kloster Seeon, 2008, 80 p. (ISBN 978-3-00-024283-0 et 3-00-024283-X).
- (fr) Gérald Gouyé Martignac et Michel Sementéry, La descendance de Joséphine impératrice des Français, Paris, Christian, 1994, 225 p. (ISBN 2-86496-058-3).

### Sur la Grèce et l'élection royale
- (fr) Édouard Driault et Michel Lhéritier, Histoire diplomatique de la Grèce de 1821 à nos jours : Le Règne d'Othon - La Grande Idée (1830-1862), t. II, PUF, 1926 (lire en ligne).
- (fr) Édouard Driault et Michel Lhéritier, Histoire diplomatique de la Grèce de 1821 à nos jours : Le Règne de Georges Ier avant le traité de Berlin (1862-1878) - Hellénisme et slavisme, t. III, PUF, 1926 (lire en ligne).